# Industrijski indeks Dow Jones
Industrijski indeks Dow Jones (angleško Dow Jones Industrial Average, skrajšano: DJIA; NYSE: DJI) je najstarejši obstoječi ameriški borzni indeks. Indeks je leta 1884 ustvaril urednik Wall Street Journala Charles Dow, da bi spremljal razvoj industrijske komponente ameriških borz. Noben od prvotnih industrijskih obratov ni ostal v indeksu.
Čeprav je DJIA eden najstarejših in najbolj priljubljenih delniških indeksov, mnogi strokovnjaki verjamejo, da Dow Jones ne odraža pravilno celotnega ameriškega borznega trga v primerjavi s širšimi tržnimi indeksi, kot sta S&P 500 ali Russell 2000.
Največji padec indeksa se je zgodil na »črni ponedeljek« leta 1987, ko je Dow Jones izgubil 22,6 %.

## Izračun in kriteriji za izbiro
Indeks zajema 30 največjih ameriških podjetij. Opredelitev »industrijski« ni nič drugega kot poklon zgodovini: zdaj mnogo od teh podjetij ne spadajo pod to definicijo.
Sprva je bil indeks izračunan kot aritmetično povprečje tečaja delnic zajetih družb. Zdaj se za izračun indeksa vsota cen delnic vseh 30 podjetij deli s koeficientom Dow Jones. Od 4. novembra 2021 je koeficient Dow Jonesa 0,15172752595384. Koeficient se spremeni vsakič, ko je matično podjetje podvrženo delitvi delnic, tako da delitev ne vpliva na vrednost indeksa.

## Naložbene metode
Vlaganje v indeks Dow Jones je možno prek indeksnih skladov, pa tudi prek izvedenih finančnih instrumentov, kot so opcijske in terminske pogodbe.
Čikaška trgovska borza izdaja opcijske pogodbe na Dow prek korenskega simbola DJX.
ETF, ki posnema indeks, izda State Street Corporation.